# 野性の爆走王国
『実録!野性の爆走王国』は、2018年10月よりCS放送のフジテレビONEにて放送されていた月1回放送の自動車番組。野性爆弾の冠番組で、野生爆弾がレギュラー出演していた『カスタム野郎Cチーム』（2017年7月23日 - 2018年2月27日）の後続番組。この番組終了後も野生爆弾が冠の王国シリーズが継続している。

## 概要
カスタムカーを紹介する自動車番組である。紹介される車は主にカスタムカーである。

## 出演
- 野性爆弾

## 放送リスト
| 回    | タイトル                                                   | ゲスト     |
| ----- | ---------------------------------------------------------- | ---------- |
| 第1回 | 千葉に潜む幻のバニングカーを探せ！                         | 星名美津紀 |
| 第2回 | 小田原で幻の街道レーサーを捕獲！？                         | RaMu       |
| 第3回 | 水戸の激レアマークⅡを捜せ！！                              | 久松かおり |
| 第4回 | くっきーを熱狂させた激レア伝説カー登場!                    | 菜乃花     |
| 第5回 | 茅ヶ崎に潜む50'sホットロッドを探せ！                       | 倉持由香   |
| 第6回 | 国産名車のワンダーランド『ロッキーオート』でくっきー歓喜！ | 大貫彩香   |

## 王国シリーズ
- 実録!野性の爆走王国 - 本番組
- 兵動・野爆のキャンピング王国（2019年3月 - 2020年4月）ライブをキャンピングカーで回る兵動大樹のために、キャンピングカーを購入・カスタム等野生爆弾がサポートする。
  - 兵動・野爆の実話怪談王国（2020年3月27日） - 兵頭出演の「実話怪談倶楽部」とのコラボ企画。キャンピングカーで心霊スポットを巡る特別番組。
- 野性爆弾のヴィンテージ王国（2020年8月16日 - ） - 車だけでなくヴィンテージ全般を取り扱う。